# Sainte-Croix (Drôme)

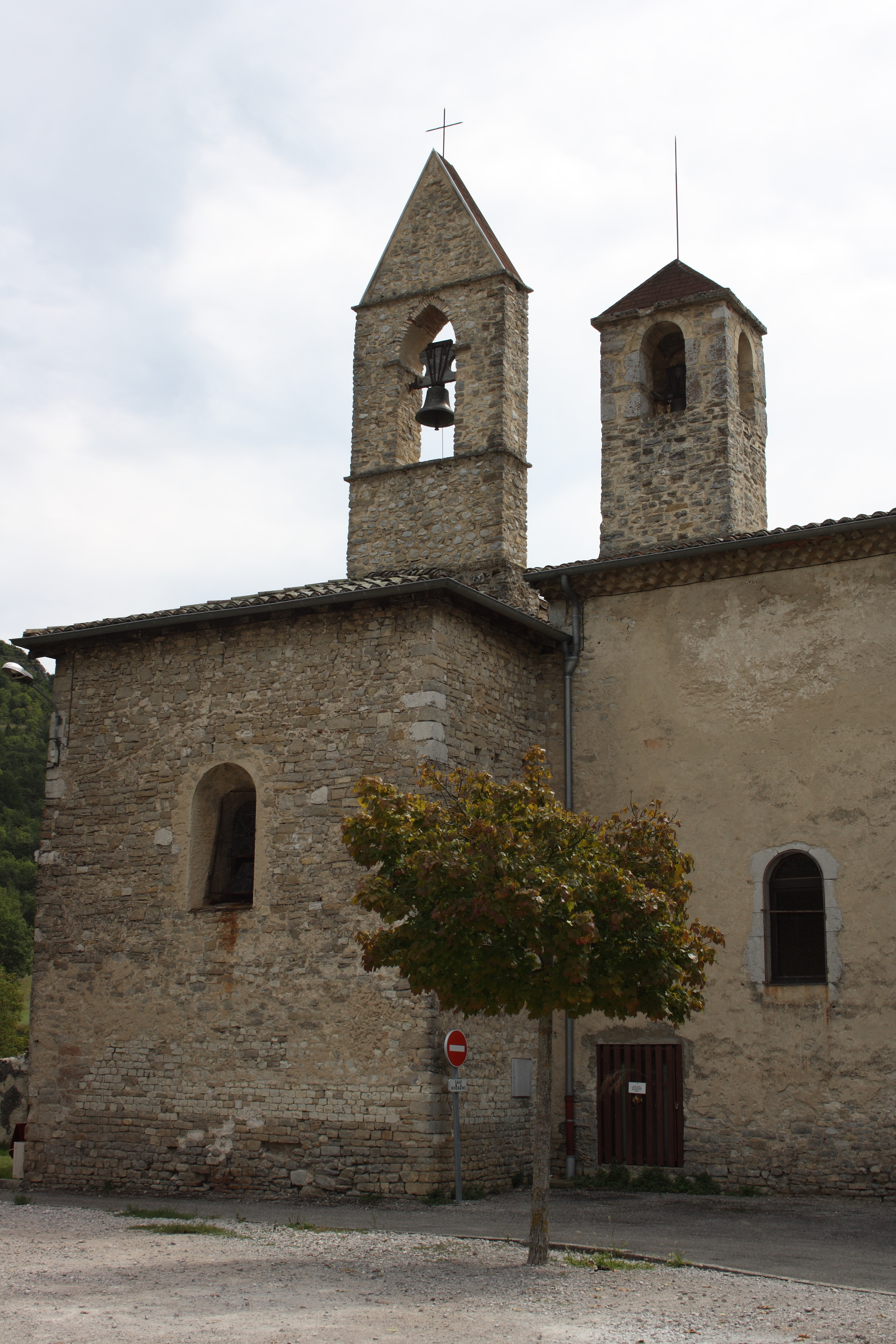
Kościół w Sainte-Croix, 2011

Sainte-Croix – miejscowość i gmina we Francji, w regionie Owernia-Rodan-Alpy, w departamencie Drôme.
Według danych na rok 1990 gminę zamieszkiwały 102 osoby, a gęstość zaludnienia wynosiła 9 osób/km² (wśród 2880 gmin regionu Rodan-Alpy Sainte-Croix plasuje się na 1519. miejscu pod względem liczby ludności, natomiast pod względem powierzchni na miejscu 1026.).